# Székelysóspatak
Székelysóspatak (románul Șăușa) Sóspatak része Romániában Maros megyében.

## Fekvése
A falu Marosvásárhelytől 14 km-re délnyugatra, Nyárádtő mellett a Sós-patak mentén fekszik. Nyárádtőhöz tartozik.

## Története
1414-ben, majd 1461-ben Sospatakha néven említik.
Régen katolikusok lakták, akik reformátusokká lettek. 1850-ben 207 lakosából 193 román, 4 magyar és 1 cigány volt. 1910-ben 171, túlnyomórészt román lakosa volt. A trianoni békeszerződésig Maros-Torda vármegye Marosi alsó járásához tartozott. 1992-ben 270 lakosa 4 magyar kivételével román volt.
Az 1960-as években Kerelősóspatakkal egyesítették Sóspatak néven.